# Kang Soo-yeon
Kang Soo-youn, también conocida como Kang Soo-yeon (Seúl, 18 de agosto de 1966 - 7 de mayo de 2022), fue una actriz surcoreana. Fue una de las estrellas más conocidas y aclamadas internacionalmente de Corea del Sur desde mediados de la década de 1980 hasta el final de la década de 1990.

## Carrera
Debutó como actriz infantil en la década de 1970. Actuó en un gran número de películas de bajo perfil antes de dar el salto a la fama con la película The Surrogate Woman, dirigida por Im Kwon-taek (1986), por la que fue galardonada con la Copa Volpi a Mejor Actriz en el año 1987 en el Festival Internacional de Venecia, y Mejor Actriz en el Nantes International Film Festival. Esta fue la primera vez que una actriz coreana recibía ese premio en el festival de cine más importante y en un momento en el cual la mayoría de las personas ni siquiera sabían que Corea del Sur tenía una industria cinematográfica.
Dos años más tarde fue nuevamente el centro de atención por ganar el premio a la Mejor Actriz en el 16 Festival de Cine de Moscú por su papel en la película de temática budista Come, Come, Come Upward, dirigida por Im Kwon-taek (1989). En la película interpretaba el papel de Sun Nyog, una joven estudiante que busca refugio en un monasterio para escapar de su turbulento hogar y estudiar para convertirse en monja, pero posteriormente se enamora. Kang realmente se tuvo que rapar la cabeza para la escena en la que Sun Nyog se convirtió en monja.
En el mismo año fue invitada a servir como jurado en el Tokyo International Film Festival. En 1991 fue miembro del jurado en el 17 Festival de Cine de Moscú.
En la década de 1990 participó en un gran número de películas como la aclamada Road to the Racetrack, el éxito de taquilla That Woman, That Man (Kim Ui-seok), Their Last Love Affair (Lee Myung-se), película sobre el adulterio, y la película debut de Im Sang-soo Girls Night Out. A finales de la década de los 90 había actuado en 32 películas y después de que la película Rainbow Trout fue estrenada en 1999 obtuvo el premio a la Mejor Actriz en los Baeksang Arts Awards, pero detuvo su trabajo en el cine y empezó a actuar en dramas.
Fue invitada a ser jurado en el 5.º Festival Internacional de Cine de Pusan en el año 2000.
Falleció al no superar un paro cardíaco tras tres días de estancia en el hospital.
Su último trabajo fue la película Jung_E, que no llegó a ver estrenada.

## Filmografía
| Año  | Título                           |
| ---- | -------------------------------- |
| 2022 | Jung_E                           |
| 2013 | Juri                             |
| 2011 | Hanji                            |
| 2007 | Moonhee (TV Drama)               |
| 2006 | Hanbando                         |
| 2003 | The Circle (Seokkeul)            |
| 2001 | Ladies of the Palace (TV Drama)  |
| 1999 | Rainbow Trout                    |
| 1998 | Girls' Night Out                 |
| 1997 | Deep Sorrow                      |
| 1997 | Black Jack                       |
| 1996 | Their Last Love Affair           |
| 1995 | Go Alone Life a Rhino's Horn     |
| 1994 | Rosy Days                        |
| 1993 | That Woman, That Man             |
| 1993 | Western Avenue                   |
| 1991 | Blue in You                      |
| 1991 | Road to the Racetrack            |
| 1991 | Berlin Report                    |
| 1990 | All That Falls Has Wings         |
| 1989 | For Long After That              |
| 1989 | Come, Come, Come Upward          |
| 1989 | Potato                           |
| 1988 | Karma                            |
| 1988 | Miri, Mari, Uri, Duri            |
| 1987 | King Yonsan                      |
| 1987 | Youth Sketch of Mimi and Cheolsu |
| 1987 | Tohwa                            |
| 1987 | The Surrogate Woman (Sibaji)     |
| 1987 | Potatoes                         |
| 1987 | Now, We are Going to Geneva      |
| 1985 | Whale Hunting, Part II           |
| 1985 | W's Tragedy                      |
| 1982 | The Two Tomboys                  |
| 1979 | A Letter from the Heaven         |
| 1978 | Good Bye, Sorrow!                |
| 1978 | Where is My Mother?              |
| 1978 | A Chorus of Pigeons              |
| 1977 | Three Stars                      |

Fuente:

## Premios y distinciones
Festival Internacional de Cine de Venecia
| Año  | Categoría                    | Película        | Resultado |
| ---- | ---------------------------- | --------------- | --------- |
| 1987 | Copa Volpi a la mejor actriz | Madre alquilada | Ganador   |

| Año  | Premios                                  |              |
| ---- | ---------------------------------------- | ------------ |
| 1987 | Festival Internacional De Cine De Nantes | Mejor Actriz |
| 1989 | Festival De Cine De Moscú                | Mejor Actriz |